# Estádio da Serrinha
Estadio Beira-Rio (oficjalna nazwa Estádio Hailé Pinheiro) – stadion piłkarski w Goiânia, Goiás, Brazylia, na którym swoje mecze rozgrywa klub Goiás EC.
Stadion był przebudowywany w latach 2003–2004.